# Heshan (Laibin)
Koordinaten: 23° 49′ N, 108° 53′ O
Die Stadt Heshan (chinesisch 合山市, Pinyin Héshān Shì; Zhuang Hozsanh Si) ist eine kreisfreie Stadt im Autonomen Gebiet Guangxi in der Volksrepublik China. Sie gehört zum Verwaltungsgebiet der bezirksfreien Stadt Laibin. Die Fläche beträgt 365,4 Quadratkilometer und die Einwohnerzahl 119.100 (Stand: Ende 2018).